# Fuencaliente (Ciudad Real)
Fuencaliente es un municipio y localidad española del suroeste de la provincia de Ciudad Real, en la comunidad autónoma de Castilla-La Mancha, cerca del límite con las provincias de Córdoba y Jaén. El término municipal, con una superficie de 269,85 km², tiene 1082 habitantes (INE 2015).

## Clima

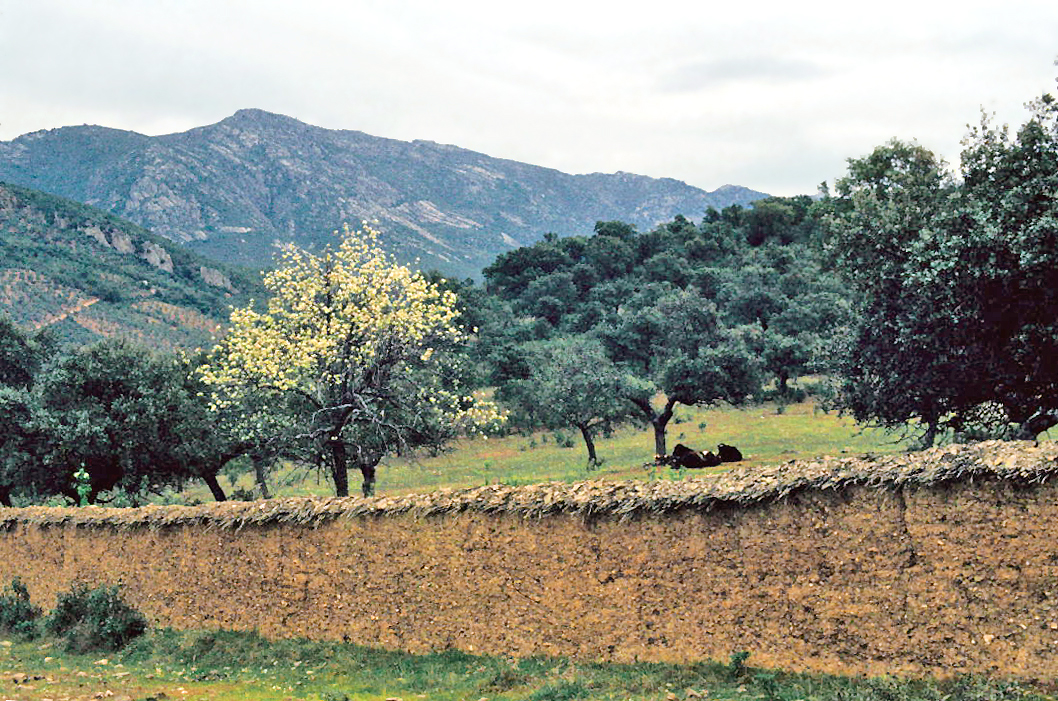
Paisaje en la sierra de Navalmanzano

Fuencaliente tiene un clima mediterráneo continentalizado, con una oscilación térmica de aproximadamente 20 °C, con escasas heladas en invierno y temperaturas no muy altas en verano. Las precipitaciones medias rondan los 600 mm. Microclima dentro de las zonas que lo rodean: La Mancha y Serranía de Córdoba.

## Historia
El asentamiento humano en la zona está atestiguado desde el calcolítico, época de la que datan las pinturas rupestres de los abrigos rocosos de sus alrededores.

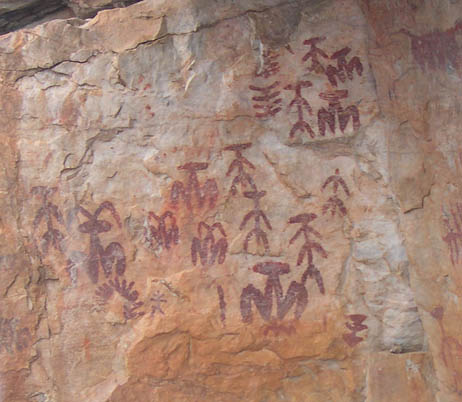
Pintura rupestre esquemática en Peña Escrita.

Los restos de época fenicia, romana y árabe ponen de manifiesto el conocimiento que de sus apreciados manantiales térmico-mineromedicinales tuvieron esos pueblos, además de yacimientos mineros encontrados en las inmediaciones de la población.
Fuencaliente fue paso obligado hacia el sur, lo que enriqueció considerablemente su cultura y costumbres. Las primeras noticias escritas las tenemos del año 1158 cuando se fundó la Orden de Calatrava, y aunque no se cita Fuencaliente, en la descripción que se hizo en 1189 de los límites de la Orden, se cita el río Jándula, el valle Mayor (Valmayor), la Cabeza del Pinar (Burcio del Pino), el castillo de Murgabal (Torrecampo) y los ríos Guadalmez y Guadamora. Fuencaliente quedó dentro de las tierras de la Orden de Calatrava, luego llamadas Campo de Calatrava, desde la creación de la misma, hasta la división en provincias a principios del siglo XIX, llamándose provincia de La Mancha.
La fundación de la población data del siglo XIII, estando ligada a la Reconquista: En el año 1369 tuvo lugar la fundación de la villa y Priorato de Fuencaliente, cuando el maestre Pedro Muñiz de Godoy concedió licencia para poblar el término a un fraile de Calatrava, llamado Benito Sánchez, que vivía en la ermita y se llamaba entonces Santa María de los Baños o de la Fuencalda. El maestre nombró, pues, prior a fray Benito Sánchez y le concedió licencia para repartir solares, todos los diezmos del término y la facultad para nombrar alcaldes y justicia en la villa, otorgando a los futuros pobladores ciertas exenciones de impuestos. A finales del siglo XIV, Fuencaliente era un importante lugar de peregrinación, como se recoge en documentos de la catedral de Córdoba, estando justo antes de llegar a Despeñaperros.

## Geografía
Integrado en la comarca de valle de Alcudia, se sitúa a 98 km de la capital provincial. El término municipal está atravesado por la carretera N-420 entre los pK 94 y 115, que además cruza el puerto de Valderrepisa (860 m) por el norte.
El relieve del municipio es montañoso, encuadrándose en sierra Madrona e incluido en parte en el parque natural del Valle de Alcudia y Sierra Madrona. Son numerosos los ríos y arroyos que descienden de las cumbres, destacando el río Guadálmez, que hace de límite con Cardeña por el oeste, el río Yeguas, que hace de límite con Cardeña por el este, el río Montoro, afluente del Jándula, que nace en este territorio y hace de límite con Cabezarrubias del Puerto. 
La altitud del municipio oscila entre los 1322 m (cerro La Bañuela, la cumbre más alta de sierra Madrona) y los 490 m a orillas del río Yeguas. El pueblo se alza a 696  m sobre el nivel del mar, junto al río del pueblo. 

### Términos municipales limítrofes
| Noroeste: Brazatortas (exclave) | Norte: Cabezarrubias del Puerto e Hinojosas de Calatrava | Noreste: Hinojosas de Calatrava y Solana del Pino |
| Oeste: Brazatortas (exclave)    |                                                          | Este: Solana del Pino                             |
| Suroeste: Cardeña (Córdoba)     | Sur: Cardeña (Córdoba)                                   | Sureste: Andújar (Jaén)                           |

### Caminos de primer orden
Todos los caminos de primer orden tendrán 6 metros de anchura y 1 metro de cuneta a cada lado.
1 Camino de Fuencaliente a Conquista. Otros nombre: Camino de Conquista*.
2 Camino de San Marcos. Otros nombres: Camino de la Cruz de San Marcos
3 Camino de Fuencaliente a Ventillas y Solana del Pino**
4 Camino de Peñaescrita**
5 Camino de Andújar. Otros nombres:Camino de la Virgen de la Cabeza y Camino de “La Merced”
(* Asfaltado)
(** Sin asfaltar; firme en mal estado)

### Caminos de segundo orden
Todos los caminos de segundo orden tendrán 4 metros de anchura y 1 metro de cuneta a cada lado.
1 Camino de la Loma de Villanueva
2 Camino de San Serafín
3 Camino de Los Lancharejos
4 Camino de La Colonia
5 Camino de la Cereceda
6 Camino de Navalmanzano
7 Camino de Torreparda
8 Camino de Las Mestas
9 Cuesta del Atajo
10 Camino Real
(* Asfaltado)
(** Sin asfaltar; firme en mal estado)

### Caminos de tercer orden
Todos los caminos de segundo orden tendrán 3 metros de anchura. Son los enumerados a continuación, y el resto de caminos, veredas y sendas que figuran en el Inventario.
1 Camino de La Herrumbrosa
2 Vereda de la Loma de la Herrumbrosa
3 Camino de Patas de Gallina
4 Camino de Puerto Viejo
5 Camino del Prado
6 Camino del Cubillo
7 Camino de Santa Rosa
(* Asfaltado)
(** Sin asfaltar; firme en mal estado)

### Carretera
Estas son las carreteras que atraviesan el término municipal:
| Identificador | Itinerario                                                                        | Otros nombres                                                        |
| ------------- | --------------------------------------------------------------------------------- | -------------------------------------------------------------------- |
| N-420         | Montoro – Cardeña - Fuencaliente - Puertollano - Ciudad Real - Cuenca - Tarragona | Carretera de Córdoba a Tarragona Carretera de Acceso a Fuencaliente. |
| CR-5001       | Fuencaliente – Solana del Pino                                                    | Camino de Ventillas.                                                 |
| -             | Fuencaliente – Conquista                                                          | Camino de Conquista.                                                 |

## Demografía
Fuencaliente cuenta con una población de 1001 habitantes (INE 2024).
| Gráfica de evolución demográfica de Fuencaliente entre 1842 y 2021                                                  |
| |
| Población de derecho según los censos de población del INE Población de hecho según los censos de población del INE |

### Población por núcleos
Desglose de población según el Padrón Continuo por Unidad Poblacional del INE.
| Núcleos      | Habitantes (2015) | Varones | Mujeres |
| ------------ | ----------------- | ------- | ------- |
| Fuencaliente | 1081              | 562     | 519     |
| Ventillas    | 1                 | 1       | 0       |

## Economía
Pequeñas ganaderías y explotación de los productos de la sierra (caza mayor, saca de corcho, madera de pinos), así como recolección de la aceituna y del pistacho.
También hay que destacar el incipiente turismo atemporal relacionado con el medioambiente (senderismo, acampada), la salud (Balneario aguas termales), otros (pinturas rupestres).

## Cultura
El idioma oficial de Fuencaliente es el castellano, cuyo dialecto es el manchego. Aunque este municipio forme parte de Castilla-La Mancha, su dialecto local es el cucón que posee rasgos del andaluz.

### Medios de comunicación

#### Radio
Castilla-La Mancha Media emite la radio autonómica en el 94.0 FM CMM Radio Fuencaliente.
También se pueden escuchar las radios de la Radio Televisión pública de Andalucía como Canal Fiesta Radio, Canal Sur Radio, y Radio Andalucía Información.

#### Televisión
En Fuencaliente se pueden sintonizar todos los canales nacionales y autonómicos de Castilla-La Mancha.
Debido a su situación geográfica también se pueden sintonizar los canales de la Radio Televisión pública de Andalucía.
También se pueden sintonizar los canales locales de Andújar (Canal 45 TV, Alternativa TV, Portal Azul y Nueva TV) y de Úbeda (Diez TV y 9 La Loma).

### Fiestas
- Uno de los momentos que más expectación levanta de la Semana Santa, es la cita con el Juego de las caras el Viernes Santo, es el único juego profano que se celebra en Castilla-La Mancha.

## Monumentos y lugares de interés

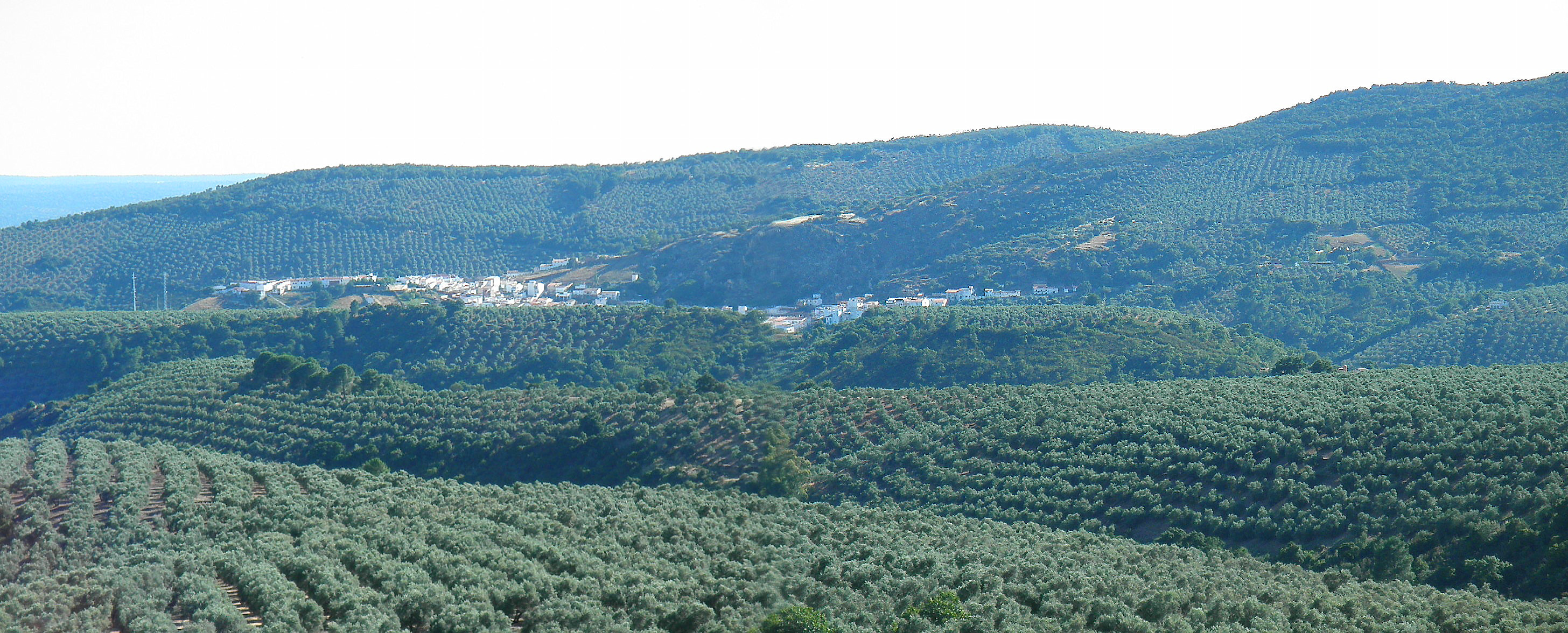
Fuencaliente desde Peña Escrita

- Las numerosas fuentes naturales de agua cristalina no clorada, por casi todas las calles de la localidad.
- Balneario de aguas termales declaradas de utilidad pública para la salud, desde mediados del siglo pasado.
- Pinturas rupestres en abrigos rocosos de los alrededores como Peña Escrita y La Batanera entre otras. Declaradas bien de interés cultural.
- Río Cereceda, bello recorrido para el senderismo y en el que se encuentra un peculiar helechal, además del lugar donde Cervantes ubicó la aventura del batán en la primera parte del Quijote. Especialmente la Chorrera, un salto natural de agua y las Lastras, una interesante zona de baño, caracterizada por sus lastras (piedras lisas como toboganes naturales).
- La Cruz y los peñones, conjunto de rocas de la localidad, desde donde se pueden contemplar a los pies el pueblo junto con unas magníficas vistas.
- Numerosos yacimientos romanos como los de Valderrepisa y La Cereceda.
- La pedanía de Ventillas se encuentra en este municipio.

## Ciudades hermanadas
- Fuencaliente de La Palma (España)